# Åke Lundeberg
Åke Lundeberg (ur. 14 grudnia 1888 w Gävle, zm. 29 maja 1939 tamże) – szwedzki strzelec, trzykrotny medalista olimpijski.

## Życiorys
Wystąpił na Letnich Igrzyskach Olimpijskich 1912 w pięciu konkurencjach. Zdobył złote medale w strzelaniu do sylwetki biegnącego jelenia w  rundzie podwójnej, wyprzedzając kolegów z reprezentacji Szwecji Edwarda Benedicksa i Oscara Swahna oraz w drużynowym strzelaniu do sylwetki biegnącego jelenia w rundzie pojedynczej (wraz z nim zespół Szwecji tworzyli Oscar Swahn, Alfred Swahn i Per-Olof Arvidsson), a także zdobył srebrny medal w indywidualnym strzelaniu do sylwetki biegnącego jelenia w rundzie pojedynczej (za Alfredem Swahnem, a przed Nestorim Toivonenem z Finlandii).

## Wyniki

### Igrzyska olimpijskie
| Igrzyska       | Konkurencja                                     | Wynik                                 | Miejsce | Źródło |
| -------------- | ----------------------------------------------- | ------------------------------------- | ------- | ------ |
| Sztokholm 1912 | Runda pojedyncza do sylwetki jelenia            | 41 pkt.                               |         | [ 2 ]  |
| Sztokholm 1912 | Runda pojedyncza do sylwetki jelenia, drużynowo | 151 pkt. (druż.) 39 pkt. ind.         |         | [ 3 ]  |
| Sztokholm 1912 | Runda podwójna do sylwetki jelenia              | 79 pkt.                               |         | [ 4 ]  |
| Sztokholm 1912 | Trap                                            | 84 pkt. (17–24–44)                    | 20      | [ 5 ]  |
| Sztokholm 1912 | Trap, drużynowo                                 | 243 pkt. (druż.) 82 pkt. ind. (19–29) | 4       | [ 6 ]  |